# 范布倫鎮區 (愛荷華州基奧卡克縣)
范布倫鎮區（英語：Van Buren Township）是位於美國愛荷華州基奧卡克縣的一個行政鎮區。

## 地方資料
根據2010年美國人口普查的數據，范布倫鎮區的面積為88.34平方千米，當中陸地面積為88.24平方千米，而水域面積為0.10平方千米。當地共有人口296人，而人口密度為每平方千米3.35人。